# Paolo Rotondo (cestista)
Paolo Rotondo (Siracusa, 2 settembre 1989) è un cestista italiano.

## Carriera

### Club
Vanta 5 presenze in Serie A, con la Pallacanestro Biella. Dal 2009 al 2012 ha militato in Serie B1, vestendo le maglie di JesoloSandonà Basket, Fortitudo Agrigento, Latina e Napoli Basketball. Dal 2012 al 2013 ha militato in Divisione Nazionale B a Francavilla.

### Nazionale
Con l'Italia under 20 ha disputato 9 partite ai FIBA EuroBasket Under-20 2009.